# 王道席
王道席（1970年6月—），男，汉族，江苏宿迁人，中华人民共和国政治人物，曾任宁夏回族自治区人民政府党组成员、副主席。2022年12月，出任中华人民共和国水利部党组成员。2023年1月，任水利部副部长。同年3月又兼任应急管理部副部长。